# The Confidence Man JP: The Movie
The Confidence Man JP: The Movie (コンフィデンスマンJP: The Movie?) è un film del 2019 diretto da Ryo Tanaka, tratto dalla serie televisiva The Confidence Man JP.

## Trama
Dako, insieme a Boku e Richard, decide di tentare un ambizioso colpo: rubare un preziosissimo diamante appartenente a uno dei capi della triade di Hong Kong, Ran Riu, soprannominata per il suo temperamento algido "Principessa di ghiaccio". Dako tuttavia non sa che anche un altro truffatore, Jessie, è interessato al diamante.